# Philodendron pedatum
Philodendron pedatum är en kallaväxtart som först beskrevs av William Jackson Hooker, och fick sitt nu gällande namn av Carl Sigismund Kunth. Philodendron pedatum ingår i släktet Philodendron och familjen kallaväxter. Inga underarter finns listade.